# Paraliostola durantoni
Paraliostola durantoni is een keversoort uit de familie boktorren (Cerambycidae). De wetenschappelijke naam van de soort is voor het eerst geldig gepubliceerd in 1991 door Tavakillian & Monné.